# 胡熙 (足球运动员)
胡熙（1990年5月22日—），湖北省武汉市人，中国足球运动员，司职中场，目前效力于中国乙级联赛球队武汉三镇。

## 球员生涯
胡熙出自于2005年开始组建的武汉光谷91年龄段梯队。2007年城运会武汉队凭借胡熙在决赛中的进球使夺取冠军。2009年由于武汉光谷因为退赛而被取消注册资格，胡熙转投中乙球队三大康天。2010赛季初加盟中甲球队北京八喜，但未进入一线队名单。同年年6月转至中超球队长春亚泰。2012年进入家乡球队武汉卓尔征战中甲联赛。然而赛季初期由于同队友蔡曦发生冲突而被俱乐部处罚。。2013年被租借到中乙球队江西联盛。2014年，胡熙离开职业赛场加盟武汉宏兴转战业余联赛。